# Лихтенберг, Байрон Курт
Ба́йрон Курт Ли́хтенберг (англ. Byron Kurt Lichtenberg; род. 1948) — американский астронавт. Совершил два космических полёта: в качестве специалиста по полезной нагрузке (стал первым таким специалистом), на шаттле «Колумбия» — STS-9 (1983) и в качестве специалиста по полезной нагрузке на шаттле «Атлантис» — STS-45 (1992).

## Рождение и образование
Родился 19 февраля 1948 года в городе Страудсберг, штат Пенсильвания, где в 1965 году окончил среднюю школу. В 1969 году получил степень бакалавра (аэрокосмическая техника) в Брауновском университете. В 1975 году получил степень магистра (машиностроение) в Массачусетском технологическом институте. В 1979 году там же получил степень доктора наук (биомедицинская техника). Присвоено звание Почётного доктора наук в Вестминстерском колледже (Пенсильвания).

## Военная карьера
Лётчик-истребитель ВВС США с 23-летним стажем. Во время вьетнамской войны выполнил 238 боевых вылетов на самолётах F-4, F-100 и A-10.

## Космическая подготовка
С 1978 по 1984 год работал в Массачусетском технологическом институте, участвовал в разработке экспериментов для космической лаборатории «Спейслэб» во время полётов по программам «Спейслэб-1», «Спейслэб D-1», SLS-1 и SLS-2. Один из основных постановщиков эксперимента по определению степени умственной нагрузки на оператора во время космического полёта (выполнен во время полёта по программе «IML-1»). Принимал участие в 8-м наборе астронавтов НАСА (первом шаттловском) в 1978 году, стал одним из 208 финалистов, прошёл собеседование в составе десятой группы в ноябре 1977 года, но в отряд включён не был. 18 мая 1978 года был отобран в качестве одного из двух американских специалистов по полезной нагрузке для полёта шаттла с лабораторией «Спейслэб-1», таким образом стал первым «специалистом по полезной нагрузке». Приступил к подготовке к полёту в рамках «набора Spacelab-1». Одновременно с подготовкой принимал участие в 9-м наборе астронавтов НАСА в 1980 году, стал одним из 121 финалистов, прошёл собеседование в составе первой группы в феврале 1980 года, но опять в отряд включён не был. В сентябре 1982 года назначен основным специалистом по полезной нагрузке на полёт шаттла STS-9 с лабораторией «Спейслэб-1».

## Космические полёты
- Первый полёт — STS-9[3], шаттл «Колумбия». C 28 ноября по 8 декабря 1983 года в качестве специалиста по полезной нагрузке шаттла — лаборатории «Спейслэб-1». Провёл многочисленные эксперименты по биологии, материаловедению, наблюдению Земли, астрономии и физике Солнца, исследованию верхних слоев атмосферы и физике плазмы. Продолжительность полёта составила 10 суток 7 часов 48 минут[4].

В мае 1984 года получил назначение в экипаж для полёта по программе «Спейслэб EOM-1/2», который был намечен на 1986 год, но отменён из-за катастрофы шаттла «Челленджер» (STS-51L). 29 сентября 1989 года этот же экипаж, в полном составе, был назначен для выполнения полёта по программе атмосферной лаборатории «ATLAS-1» (Atmospheric Laboratory for Applications and Science).
- Второй полёт — STS-45[5], шаттл «Атлантис». C 24 марта по 2 апреля 1992 года в качестве специалиста по полезной нагрузке шаттла — атмосферной лаборатории «ATLAS-1». Продолжительность полёта составила 8 суток 22 часа 10 минут[6].

Общая продолжительность полётов в космос — 19 дней 5 часов 59 минут.

## После полётов
Основал компанию «Payload Systems, Inc.», в задачи которой входит создание оборудования для проведения экспериментов на шаттлах и МКС. В начале 1990-х годов был одним из первых предпринимателей, использовавших коммерческие возможности станции «Мир», заказав проведение эксперимента по выращиванию кристалов протеина. С 1995 года работал пилотом в авиакомпании «Southwest Airlines», затем командиром экипажа. В 2002 году являлся президентом корпорации «Zero Gravity Corporation», созданной для проведения параболических полётов для широкой публики.
Является членом совета директоров компании «Space Adventures».

## Награды
Награждён: Крест лётных заслуг, дважды — медаль «За космический полёт» (1983 и 1992) и многие другие, в том числе за участие в боевых вылетах во Вьетнаме.

## Личная жизнь
Жена (первая) — Ли Ломбарт. Дети: Кристин Николь (род. 12.08.1973) и Кимберли Энн (род. 01.10.1976).
Жена (вторая) — Гей Кинт. Во втором браке у него трое детей, удочерили двух китайских девочек.
Увлечения: гольф, ракетбол, виндсерфинг, катание на лыжах, подводное плавание.